# Liviu Micșa
Liviu Micșa (n.  ?, Dej, Cluj, România) a fost un delegat al Cercului electoral Dej la Marea Adunare Națională de la Alba Iulia. 

## Biografie
S-a născut la Dej. A urmat cursurile facultății de Drept din Cluj.

## Activitatea politică
În timpul războiului a fost unul dintre conducătorii Partidului Național Român din oraș și județ, iar în toamna anului 1918 a fost președintele Consiliului Național Român din Dej. 
După Marea Unire a fost senator și prefect al județului Solnoc-Dăbâca, între anii 1919-1920 și președinte al Partidului Național Țărănesc din Dej.